# Caso Atala Riffo y niñas vs. Chile
El caso Atala Riffo y niñas vs. Chile es una sentencia de 24 de febrero de 2012 de la Corte Interamericana de Derechos Humanos sobre custodia parental y derechos LGBT, que revisó un fallo de la justicia chilena que en 2005 había concedido la custodia al padre, a causa de la orientación homosexual de la madre. Fue el primer caso de la Corte Interamericana sobre derechos LGBT.

## Hechos
Karen Atala es una jueza chilena lesbiana, madre de cuatro hijos (un niño y tres niñas). Atala se separó de su marido en 2002, y originalmente llegó a un acuerdo con su exmarido en el que ella retenía la custodia de sus tres hijas. Sin embargo, cuando ella salió del clóset y comenzó a vivir con su pareja, él la demandó para obtener la custodia; caso que llegó hasta la Corte Suprema de Justicia de Chile. Dicha corte concedió la custodia al padre de las hijas, argumentando que la relación homosexual de Atala podría poner en riesgo a sus hijas.

## Corte Interamericana de Derechos Humanos
Es por esta resolución, dictada por el máximo tribunal chileno en 2004 y que, de paso, pone fin a toda instancia a nivel nacional, que Atala decide recurrir denunciar al Estado chileno ante la Comisión Interamericana de Derechos Humanos por atentados graves a los Derechos Humanos de las personas, entre otros el derecho a la igualdad y la no discriminación.
La Comisión Interamericana de Derechos Humanos declaró admisible la denuncia en agosto de 2008. Tras años de espera, en 2010 se reconoce la discriminación sufrida tras ser apartada de sus hijas.

### Sentencia
La Corte dispone:
1. La Sentencia de Fondo, Reparaciones y Costas constituye per se una forma de reparación.
2. - El Estado debe brindar, la atención médica y psicológica o psiquiátrica gratuita y de forma inmediata, adecuada y efectiva, a través de sus instituciones públicas de salud especializadas a las víctimas que así lo soliciten.
3. - El Estado debe publicar un resumen de la Sentencia de Fondo, Reparaciones y Costas en el diario oficial y en un diario de amplia circulación. Además debe colgar la sentencia en una página web de manera íntegra.
4. - El Estado debe realizar un acto público de reconocimiento de responsabilidad internacional por los hechos del presente caso
5. - El Estado debe continuar implementando, en un plazo razonable, programas y cursos permanentes de educación y capacitación dirigidos a funcionarios públicos a nivel regional y nacional y particularmente a funcionarios judiciales de todas las áreas y escalafones de la rama judicial.
6. - El Estado debe pagar las indemnizaciones de $30,000 a favor de Karen Atala y de $10,000 a favor de cada una de sus hijas. Además debe pagar $12,000 por concepto de costas y gastos.
7. - El Estado debe, dentro del plazo de un año contado a partir de la notificación de la Sentencia de Fondo, Reparaciones y Costas, rendir al Tribunal un informe sobre las medidas adoptadas para cumplir con la misma.
8. - La Corte supervisará el cumplimiento íntegro de la Sentencia de Fondo, Reparaciones y Costas.

Puntos resolutivos, la Corte declara que,
- El Estado es responsable por la violación del derecho a la igualdad y la no discriminación consagrado en el artículo 24, en relación con el artículo 1.1 de la Convención Americana sobre Derechos Humanos, en perjuicio de Karen Atala Riffo. El Estado es responsable por la violación del derecho a la igualdad y la no discriminación consagrado en el artículo 24, en relación con los artículos 19 y 1.1. de la Convención Americana, en perjuicio de las niñas M., V. y R.
- El Estado es responsable por la violación del derecho a la vida privada consagrado en el artículo 11.2, en relación con el artículo 1.1. de la Convención Americana, en perjuicio de Karen Atala Riffo. El Estado es responsable de la violación de los artículos 11.2 y 17.1, en relación con el artículo 1.1 de la Convención Americana en perjuicio de Karen Atala Riffo y de las niñas M., V. y R.
- El Estado es responsable por la violación del derecho a ser oído consagrado en el artículo 8.1, en relación con los artículos 19 y 1.1 de la Convención Americana en perjuicio de las niñas M., V. y R.
- El Estado es responsable por la violación de la garantía de imparcialidad consagrada en el artículo 8.1, en relación con el artículo 1.1 de la Convención Americana, respecto a la investigación disciplinaria, en perjuicio de Karen Atala Riffo.
- El Estado no violó la garantía judicial de imparcialidad consagrada en el artículo 8.1 de la Convención Americana, en relación con las decisiones de la Corte Suprema de Justicia y el Juzgado de Menores de Villarrica.

## Comisión Interamericana de Derechos Humanos
En 2010, la Comisión Interamericana de Derechos Humanos (CIDH) concluyó que Chile vulneró los derechos de la jueza Karen Atala al quitarle la tuición de sus tres hijas debido a su orientación sexual.
Junto con ello, la instancia hizo recomendaciones al Estado chileno en orden a reparar el daño causado a la familia y a evitar la ocurrencia de situaciones similares en el futuro.
En su informe final, del 18 de diciembre de 2009, la comisión recomienda a Chile “reparar integralmente” a Karen Atala por haberse vulnerado su “derecho a vivir libre de discriminación”.
Asimismo, el texto recomienda al Estado chileno “adoptar legislación, políticas públicas, programas y directivas para prohibir y erradicar la discriminación con base en la orientación sexual en todas las esferas del ejercicio del poder público, incluyendo la administración de justicia”.
Para la adopción y cumplimiento de estas medidas, la comisión dio un plazo de dos meses, a contar de diciembre de 2009. No obstante, la Corte Suprema sólo recibió el 25 de marzo de 2010 un oficio del Ministerio de Relaciones Exteriores, donde se detallaban las conclusiones de la CIDH en relación con el caso Atala y se pedía al Poder Judicial informar al respecto. Una vez que Chile elabore la respuesta, la comisión determinará si abre un proceso en contra del Estado en la Corte Interamericana.

## Reacción del Estado
El gobierno adoptó como primera medida la creación de una mesa de trabajo intersectorial para analizar el tema, medida precisamente recomendada por el organismo dependiente de la Organización de Estados Americanos (OEA). Dicha mesa estará compuesta por El Consejo de Defensa del Estado, la Corte Suprema y parlamentarios, además de parte del equipo jurídico de la jueza, el Centro de Derechos Humanos de la UDP y la Corporación Humanas.